# 扎沃茨凱機場
扎沃茨凱機場（烏克蘭語：Аеропорт Заводське）是位於烏克蘭克里米亞辛菲罗波尔以西南5公里的機場。它於1914年興建，並屬於D級未鋪砌機場，只在白天運作。

## 歷史

### 蘇聯時期
該機場在1914年興建後不久，建立了一個航空俱樂部和一所民用的飛行學校，而不少畢業生後來都成為了蘇聯英雄。
1941年3月，機場成立了航空企業，開展特種航空工程。直到90年代，該機場還定期安排了前往克里米亚及附近地區的旅客和货物運輸。這機場的空軍基地已經成立了一段時間。

### 烏克蘭管治

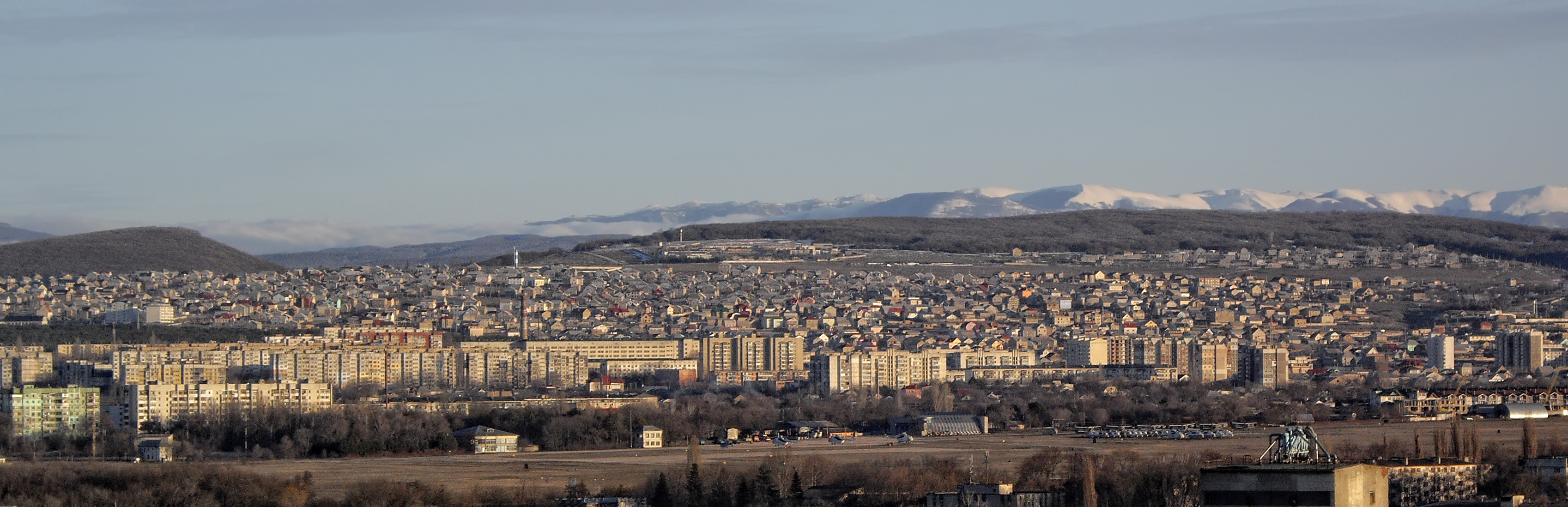
從扎沃茨凱機場看到的辛菲羅波爾

在烏克蘭獨立後，在這基地的國有航空企業“Universal-Avia”跟联合国和北約合作，於中非和亞洲共同工作。 C類和B類的工程師和技術人員熟練飛機結構，擁有世界各地不同飛機的操作的豐富經驗。他們可以獨立執行任何飛機類型的維護，並無須檢查員在場。許多專家都能修理的直升機包括 Mil Mi-8 AMT、 Mi-17 、 Mi-171 、Mi-172 和Mi-26。
這機場也營運飛往克里米亞旅游勝地的觀光航班。

### 俄羅斯吞併後
。
俄方控制機場後，該航空俱樂部與飛行學校都受到掠奪，包括飛機、燃油、備用零件等。
2017年9月，俄方決定恢復使用該機場。
2020年，俄羅斯杜馬官方通過議案，禁止任何機場的私有化。

## 外部鏈接
- “环球航空”